# Betula saposhnikovii
Betula saposhnikovii är en björkväxtart som beskrevs av Vladimir Nikolajevich Sukaczev. Betula saposhnikovii ingår i släktet björkar, och familjen björkväxter. Inga underarter finns listade.